# Kareena Lee
Kareena Lee (16 dicembre 1993) è una nuotatrice australiana, vincitrice della medaglia di bronzo nella 10 km di fondo alle Olimpiadi di Tokyo 2020.

## Palmarès
- Giochi olimpici

Tokyo 2020: bronzo nella 10 km.